# 파트리스 로텔리에
파트리스 로텔리에(프랑스어: Patrice Lhotellier, 1966년 8월 8일~)는 프랑스의 전직 펜싱 선수로 주 종목은 플뢰레이다. 2000년 하계 올림픽 남자 플뢰레 단체전에서 금메달을 획득했으며 세계 선수권 대회에서 금메달 2개, 은메달 2개, 동메달 2개를 획득했다.